# Trứng vịt muối
Trứng vịt muối (hay hột vịt muối; tiếng Trung: 鹹蛋, xiándàn; tiếng Quảng Đông: 鹹蛋, haam4 daan2, Bahasa Indonesia: Telur asin; Bahasa Malaysia: Telur masin, tiếng Tagalog: itlog na maalat, tiếng Thái: khai kem) là một cách bảo quản và chế biến trứng của Trung Quốc bằng cách ngâm trứng vịt trong nước muối, hoặc đóng gói từng quả trứng trong than củi tẩm muối. Trong các siêu thị tại châu Á, những quả trứng được đôi khi bọc trong một lớp than dày dán muối. Những quả trứng cũng có thể được bọc trong túi nhựa có chứa muối bên trong, và đóng gói rút chân không.
Trên thực tế, trứng vịt muối cũng có thể được làm từ trứng gà mặc dù hương vị và kết cấu sẽ có phần khác nhau, và lòng đỏ trứng sẽ ít phong phú.
Trứng muối tại Philipines trải qua một quá trình đóng rắn tương tự với một số thay đổi trong thành phần được sử dụng. Chúng được nhuộm màu đỏ để phân biệt với trứng vịt tươi.
Tại Việt Nam, trứng muối chế biến tương tự như trứng muối của Trung Quốc

## Hình dáng và hương vị
Trứng muối khi tháo bỏ lớp vỏ tro tẩm muối có hình dạng tương tự trứng bình thường, bên trong lòng trắng không màu, hoá màu trắng khi chín, lòng đỏ có màu cam tươi đến đỏ tươi tuỳ trứng và tiết ra một chất dầu có vị mặn.
Lòng trắng trứng có vị mặn chát, lòng đỏ ít mặn hơn và có vị béo
Có cách làm khác như sau: Trộn đều 4 cups đường & 5 cups muối bột bỏ vào hộp. Dàn phẳng hỗn hợp đường và muối trong hộp rồi dùng đầu nhọn 1 quả trứng gà hay vịt (để nguyên vỏ) ấn lõm xuống chỗ hỗn hợp đó thành 8-10 rãnh. Đem trứng đập bỏ vỏ chỉ tách mỗi lòng đỏ cho vào chỗ lõm. Vùi muối lấp kín chỗ lòng đỏ trứng vừa làm và dàn phẳng, đậy nắp lại và để tủ lạnh tầm 4 ngày. Sau 4 ngày lấy trứng ra khỏi chỗ hỗn hợp muối đem bỏ lò nướng ta đã có trứng muối.

## Sử dụng

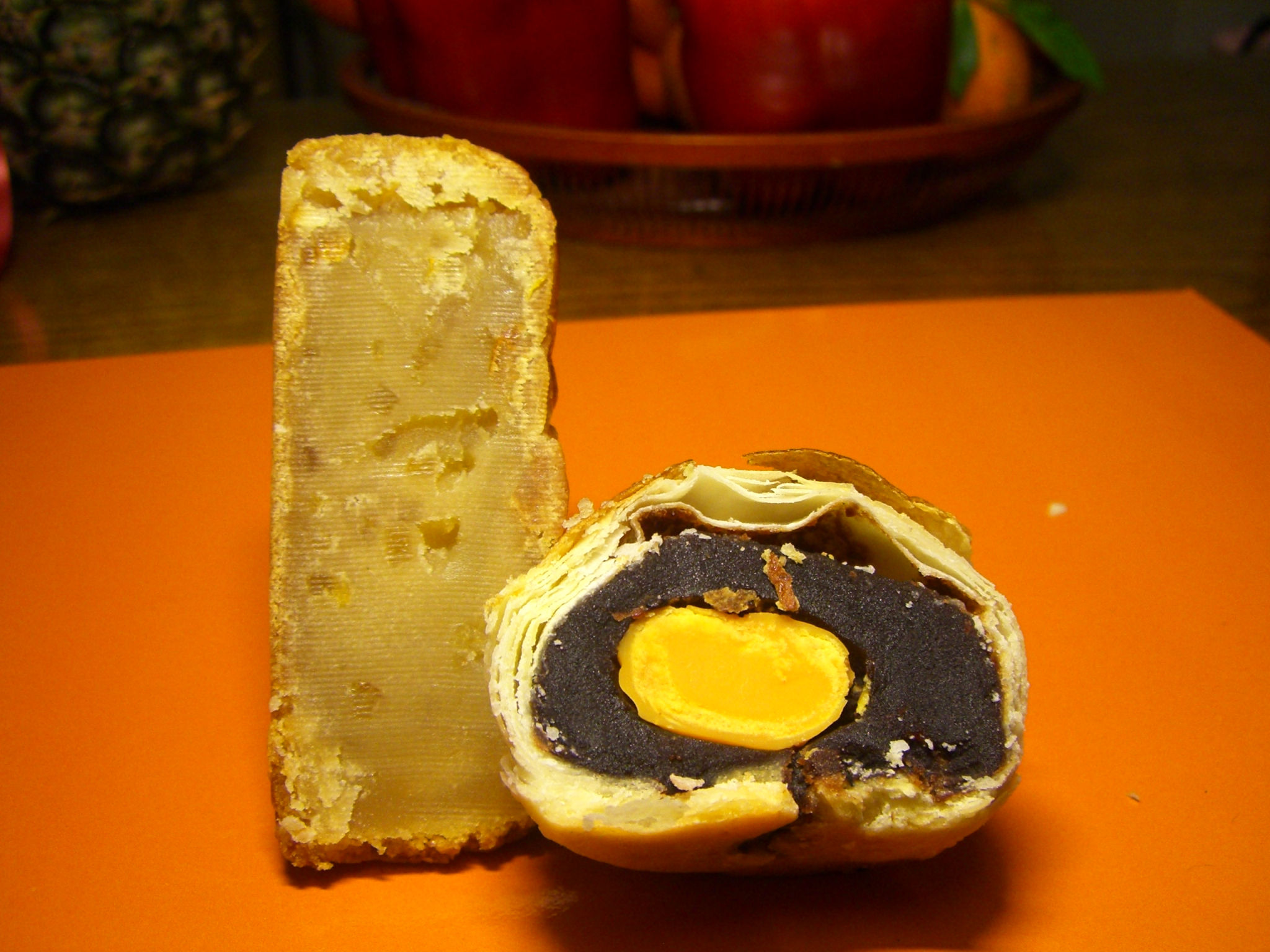
Bánh trung thu nhân trứng muối

Trứng vịt muối thường được luộc hoặc hấp chín trước khi được bóc vỏ và ăn như một gia vị vào cháo hoặc nấu với các thực phẩm khác như hương liệu.Tại Trung Quốc, lòng đỏ được đánh giá cao và được sử dụng trong bánh trung thu để tượng trưng cho mặt trăng.

## Cholesterol
Theo Hội đồng Xúc tiến Y tế của Singapore, một lòng đỏ trứng vịt muối có trọng lượng khoảng 70 g chứa 359 mg cholesterol. Các tiêu chuẩn cholesterol cho chế độ ăn uống lành mạnh nên được ít hơn 300 mg/ngày. Một lòng đỏ trứng muối vì vậy vượt quá lượng cholesterol được đề nghị, và nếu ăn thường xuyên sẽ gây dư thừa cholesterol. Tuy nhiên, nhiều chuyên gia y tế ở phương Tây và trong phần còn lại của châu Á tin rằng không phải tất cả các cholesterol trong trứng có thể được hấp thụ, do đó các tác động tiêu cực thực tế là ít hơn nhiều, mặc dù không được kiểm định vào lúc này.